# 瓦莱尔苏朗斯
瓦莱尔苏朗斯（法語：Valeyres-sous-Rances，法語發音：[valɛʁ su ʁɑ̃s] ⓘ，意为“朗斯下方的瓦莱尔”）是瑞士联邦西部法语区的沃州下设的一个市镇。在行政上属于沃州北汝拉区管辖。瓦莱尔苏朗斯的总面积为6.37平方公里。截至2010年底，总人口为525。